# Takeo Shoji
Takeo Shoji –en japonés, 庄司 武男, Shoji Takeo– (12 de septiembre de 1978) es un deportista japonés que compitió en judo. Ganó dos medallas de bronce en el Campeonato Asiático de Judo en los años 2003 y 2004.

## Palmarés internacional
| Campeonato Asiático | Campeonato Asiático  | Campeonato Asiático | Campeonato Asiático |
| Año                 | Lugar                | Medalla             | Categoría           |
| ------------------- | -------------------- | ------------------- | ------------------- |
| 2003                | Jeju (Corea del Sur) | Medalla de bronce   | –100 kg             |
| 2004                | Almatý ( Kazajistán) | Medalla de bronce   | –100 kg             |